# Jelena Janković
Jelena Janković (Servisch: Јелена Јанковић) (Belgrado, 28 februari 1985) is een voormalig professioneel tennisspeelster uit Servië. Janković begon met tennis toen zij negen jaar oud was. Haar favoriete ondergrond is hardcourt. Zij speelt rechtshandig en heeft een tweehandige backhand. Zij was actief in het proftennis van 2000 tot en met 2017.

## Loopbaan
Zij trainde in de Verenigde Staten bij de tennisschool van Nick Bollettieri en werd prof in 2000.
Haar beste jaar tot nu toe was 2007, waarin zij de halve finale van Roland Garros, de vierde ronde van Wimbledon en de kwartfinale van het US Open bereikte. Zij won tot op heden(augustus 2017) zestien titels op de WTA-tour en bereikte 21 maal een finale die zij verloor. Tevens won zij twee titels in het vrouwendubbelspel en één in het gemengd dubbelspel.
In 2007 stemde Janković ermee in te dubbelen met Jamie Murray op Wimbledon. Murray had Janković boven aan zijn lijstje staan om het gemengddubbelspeltoernooi te spelen op Wimbledon. Zelf zei zij dat hij dom was omdat zij helemaal niet goed was in het dubbelspel. Toch bereikte het paar de finale. Zij versloegen in deze finale de als nummer vijf geplaatste Jonas Björkman en Alicia Molik met 6-4, 3-6 en 6-1. De media spraken over een romance tussen de twee. Maar tot nu toe hebben zij ontkend dat er meer is dan een professionele relatie.
Op 11 augustus 2008 werd Janković voor de eerste keer nummer één op de wereldranglijst van het damesenkelspel.
Van 2001 tot en met 2012 nam Janković jaarlijks (behalve in 2006) deel aan het Fed Cup-team van haar vaderland (achtereenvolgens Joegoslavië, Servië en Montenegro en Servië). Haar winst/verlies-balans in het enkelspel bedraagt 27–11. In deze periode werkte dit team zich op van de regionale zone Europa/Afrika, via de Wereldgroep II (2009) naar de Wereldgroep I (vanaf 2010). In 2012 speelde zij mee in de finale van de Wereldgroep I – daar verloor zij echter haar beide partijen, en de titel ging naar de Tsjechische dames.

### 2009
Janković begon zwak aan het nieuwe seizoen. Zij startte op het demonstratietoernooi van Hongkong waar zij in de eerste ronde verloor van de Amerikaanse Venus Williams. Op het Australian Open viel het doek in de vierde ronde; zij moest hier haar meerdere erkennen in de Française Marion Bartoli.
Half februari speelde zij het indoortoernooi van Parijs. Hier verloor zij in de halve finale van thuisspeelster Amélie Mauresmo die vervolgens dat toernooi won. Daarna kwam Janković in een mindere periode terecht. Op het toernooi van Dubai verloor zij verrassend in de derde ronde van de Estische Kaia Kanepi in twee sets. Op de toernooien van Indian Wells en Miami verloor zij telkens verrassend in twee sets haar eerste wedstrijd van respectievelijk Anastasija Pavljoetsjenkova en Gisela Dulko.
In april hervond zij haar oude vorm, en won het toernooi van Marbella door Carla Suárez Navarro in de finale te verslaan. Het daarna volgende gravelseizoen leverde Janković alleen drie kwartfinales op, en in het grasseizoen waren de resultaten nog magerder. Maar in de US Open Series was zij beter op dreef: naast kwartfinales in Stanford en Toronto won zij het toernooi van Cincinnati door Dinara Safina te verslaan met 6-4 en 6-2.

### 2010
Na een matig 2009 krabbelde Janković in de eerste helft van 2010 op.
2010 begon in Australië nog teleurstellend, waar zij op het Australian Open in de derde ronde verloor van  Aljona Bondarenko.
In maart begon het bij Janković beter te gaan – zij had een nieuwe coach aangesteld, Chip Brooks.
Brooks wilde dat Janković meer aanvallend speelde en dat zij haar, toch degelijke, service beter ging gebruiken.
Zij won het toernooi van Indian Wells, door in de finale Caroline Wozniacki te verslaan.
Janković kende een uitermate goed gravelseizoen.
In Rome bereikte zij de finale, waarin zij verloor van de Spaanse gravelspecialiste María José Martínez Sánchez.
Tijdens Roland Garros, in mei, reikte zij tot de halve finale, waarin zij verloor van latere finaliste Samantha Stosur.
Janković begon weer te spelen tijdens Wimbledon, waar zij in de vierde ronde moest opgeven met een rugblessure.
Tijdens het toernooi in Portorož waar zij, als inmiddels nummer twee van de wereld, als eerste geplaatst was, moest zij in de tweede ronde weer opgeven met een blessure, tegen de Wit-Russin Anastasija Jakimava.
De rest van het seizoen verliep teleurstellend voor Janković. Zij kon haar spel van begin 2010 niet meer terugvinden, met als gevolg dat haar ranking daalde naar de achtste positie.
Bij een van de laatste WTA-toernooien van het jaar, in Moskou, verloor zij van de Kazachse nummer 268 mondiaal, Zarina Diyas.
Janković sloot het jaar af tijdens de WTA Championships, waar zij mocht verschijnen omdat zij in de eerste helft van 2010 genoeg punten had verzameld. Zij verloor al haar wedstrijden.

### 2011
2011 begon voor Janković met een nederlaag in Sydney; tegen de Française Aravane Rezaï verloor zij in de eerste ronde (5-7, 6-2 en 3-6). Hoewel finaliste in 2010, verloor zij dit jaar haar kwartfinalepartij in Rome van Caroline Wozniacki (13 mei, 3-6, 6-1 en 3-6).
In augustus bereikte zij in Cincinnati de finale, die zij in drie sets verloor van Maria Sjarapova. Zij eindigde het jaar als nummer veertien.

### 2012
Op het Australian Open stuitte Janković in de vierde ronde op de nummer één, Caroline Wozniacki. April begon nog gunstig, met een halve finale op het hardcourt van Kopenhagen, maar in het aansluitende gravelseizoen van april/mei leed zij een reeks eersterondenederlagen, in Stuttgart, Madrid, Rome en Brussel. Op Roland Garros viel het doek na de tweede ronde.
Op gras ging het opeens een stuk beter: in Birmingham bereikte zij de finale, die zij evenwel niet wist te winnen van kwalificante Melanie Oudin. Op Wimbledon trof zij in de eerste ronde Kim Clijsters, die het vak nog niet verleerd bleek te hebben.
Op de Olympische spelen moest zij het meteen opnemen tegen Serena Williams, die het toernooi later zou gaan winnen.
Tijdens het Amerikaanse hardcourtseizoen kwam Janković nog dicht bij een titel – op het Internationaltoernooi van Dallas bereikte zij de finale, die zij verloor van Roberta Vinci.
Aan het eind van het tennisseizoen was zij afgezakt naar plaats 22.

### 2013
In 2013 vond Janković de weg naar de top tien geleidelijk weer terug. Haar eerste toernooiwinst sinds drie jaar behaalde zij in Bogota en op het prestigieuze toernooi van Miami bereikte zij de halve finale, die zij verloor van de nummer twee, Maria Sjarapova.
Op het gravel van Charleston kwam zij tot de finale, waarin zij haar meerdere moest erkennen in de nummer één, Serena Williams. Het Europese gravelseizoen begon matig voor Janković, maar zij groeide naar een kwartfinale in Rome (waar zij zich door kwalificante Simona Halep liet verrassen) en zelfs een kwartfinale op Roland Garros, waar de nummer twee, Maria Sjarapova, nogmaals te sterk voor haar was. Aansluitend kwam er nog een graveltoernooi in Neurenberg, waar zij de halve finale wist te bereiken.
Het Amerikaanse hardcourtseizoen gaf een geleidelijke progressie te zien: tweede ronde in Carlsbad, derde ronde in Toronto, de halve finale in Cincinnati en ten slotte de vierde ronde op het US Open. Dit leverde in totaal zoveel WTA-punten op, dat Janković terug in de top tien kwam.
Met nog een finaleplaats in Peking erbij, kon zij zich kwalificeren voor de WTA Championships – in de halve finale verloor zij van de latere winnares Serena Williams. Daarmee eindigde zij het tennisseizoen 2013 terug op de achtste plaats.

### 2014
Het Australische seizoen begon goed, met een halve finale in Brisbane waar Janković de kwartfinale won van Angelique Kerber, maar vervolgens de duimen moest leggen voor Viktoryja Azarenka. Op het Australian Open bereikte zij de vierde ronde, waar zij de stijgende ster van Simona Halep niet wist te doven.
Op het gravel kon Janković ook dit jaar goed vooruit. Met een kwartfinale in Charleston, een verloren finale in Bogota en een halve finale in Stuttgart rees zij naar haar nieuwe hoogste ranking: de zevende plaats. Daar mocht zij nog een halve finale in Rome en de vierde ronde op Roland Garros aan toevoegen.
Door een matig grasseizoen zakte zij naar de negende plaats, waarmee zij het Amerikaanse hardcourtcircuit in ging. Door daar tegenvallende resultaten te boeken, en ook op het US Open niet verder dan de vierde ronde te komen, zakte zij na de US Open uit de top tien. Voor deelname aan de eindejaarskampioenschappen kwalificeerde zij zich daardoor niet. En doordat zij, in tegenstelling tot 2013, dit jaar geen Internationaltoernooi won, kwalificeerde zij zich evenmin voor het Tournament of Champions. Voor dat evenement kreeg zij weliswaar een wildcard toegekend, waarmee zij alsnog aan deze B-kampioenschappen zou kunnen deelnemen, maar Janković moest wegens een rugblessure de uitnodiging afslaan.

### 2015
In januari en februari kwam Janković maar langzaam op gang. Op het hoogstgeklasseerde toernooi van Indian Wells bereikte zij de finale, waar zij alleen Simona Halep boven zich moest dulden. In het aansluitende, even hoge, toernooi van Miami moest zij zich evenwel meteen in haar openingspartij (tweede ronde) gewonnen geven aan Viktoryja Azarenka. Het gravelseizoen gaf matige resultaten te zien. Op gras ging het dit jaar beter: een halvefinaleplaats in Rosmalen en de vierde ronde op Wimbledon die zij bereikte door de als tweede geplaatste Petra Kvitová te verslaan. Het challengertoernooi in Nanchang – eigenlijk beneden haar niveau, maar zij was door de organisatie door middel van een wildcard uitgenodigd – bracht haar de veertiende WTA-titel, de eerste sinds tweeënhalf jaar. Het Noord-Amerikaanse hardcourtseizoen leverde alleen een halve finale op in Cincinnati. Op het US Open, net als eerder dit jaar op het Australian Open en Roland Garros, strandde zij meteen in de eerste ronde. In het Aziatische circuit won zij haar vijftiende en zestiende WTA-titel, het toernooi van Guangzhou en het toernooi van Hongkong. Dit jaar nam Janković aan het einde van het seizoen wél deel aan de B-kampioenschappen – zij bleef daar evenwel steken in de groepsfase. Zij eindigde het jaar met ranking 21.

### 2016
In het seizoen 'down under' boekte Janković weinig resultaten. In februari nam zij, na drie jaren van afwezigheid, weer deel aan het Servische Fed Cup-team in de eersteronde-ontmoeting tegen Spanje – zij speelde twee enkelspelpartijen, die zij beide verloor. Haar eerste goede resultaat van dit jaar behaalde zij op het gras van het nieuwe WTA-toernooi van Mallorca, waar zij de halve finale bereikte. In september stond zij voor het eerst sinds een jaar weer in een finale, in Guangzhou, waar zij een titel te verdedigen had – zij verloor de eindstrijd van Lesja Tsoerenko.

### 2017
Op het Australian Open bereikte Janković de derde ronde, door winst op Laura Siegemund en Julia Görges, waarna Svetlana Koeznetsova haar in een verlengde derde set wist te kloppen. Op het toernooi van Mallorca bereikte zij, samen met Anastasija Sevastova, de dubbelspelfinale – nu had Sevastova eerder die dag de enkelspelfinale gespeeld (en gewonnen), maar door de aldaar opgelopen dijbeenblessure moest zij voor het dubbelspel verstek laten gaan. Na afloop van het US Open beëindigde zij haar actieve carrière.

## Palmares
| Legenda                | Legenda                  |
| ---------------------- | ------------------------ |
| Grandslamtoernooi      |                          |
| Olympische Spelen      |                          |
| Year-End Championships |                          |
| tot 2009               | 2009 – 2020 / vanaf 2021 |
| Tier I                 | Premier Mandatory        |
| Tier II                | Premier Five / WTA 1000  |
| Tier III               | Premier / WTA 500        |
| Tier IV & V            | International / WTA 250  |
|                        | Challenger / WTA 125     |

### WTA-finaleplaatsen enkelspel
| nr.              | finale     | toernooi         | ondergrond    | tegenstandster              | score         |         |
| ---------------- | ---------- | ---------------- | ------------- | --------------------------- | ------------- | ------- |
| gewonnen finales |            |                  |               |                             |               |         |
| 1.               | 2004-05-02 | WTA Boedapest    | gravel        | Martina Suchá               | 7-6, 6-3      | details |
| 2.               | 2007-01-06 | WTA Auckland     | hardcourt     | Vera Zvonarjova             | 7-6, 5-7, 6-3 | details |
| 3.               | 2007-04-15 | WTA Charleston   | gravel        | Dinara Safina               | 6-2, 6-2      | details |
| 4.               | 2007-05-20 | WTA Rome         | gravel        | Svetlana Koeznetsova        | 7-5, 6-1      | details |
| 5.               | 2007-06-17 | WTA Birmingham   | gras          | Maria Sjarapova             | 4-6, 6-3, 7-5 | details |
| 6.               | 2008-05-18 | WTA Rome         | gravel        | Alizé Cornet                | 6-2, 6-2      | details |
| 7.               | 2008-09-28 | WTA Peking       | hardcourt     | Svetlana Koeznetsova        | 6-3, 6-2      | details |
| 8.               | 2008-10-05 | WTA Stuttgart    | hardcourt (i) | Nadja Petrova               | 6-4, 6-3      | details |
| 9.               | 2008-10-12 | WTA Moskou       | hardcourt (i) | Vera Zvonarjova             | 6-2, 6-4      | details |
| 10.              | 2009-04-12 | WTA Marbella     | gravel        | Carla Suárez Navarro        | 6-3, 3-6, 6-3 | details |
| 11.              | 2009-08-16 | WTA Cincinnati   | hardcourt     | Dinara Safina               | 6-4, 6-2      | details |
| 12.              | 2010-03-21 | WTA Indian Wells | hardcourt     | Caroline Wozniacki          | 6-2, 6-4      | details |
| 13.              | 2013-02-24 | WTA Bogota       | gravel        | Paula Ormaechea             | 6-1, 6-2      | details |
| 14.              | 2015-08-02 | WTA Nanchang     | hardcourt     | Chang Kai-chen              | 6-3, 7-6      | details |
| 15.              | 2015-09-26 | WTA Guangzhou    | hardcourt     | Denisa Allertová            | 6-2, 6-0      | details |
| 16.              | 2015-10-18 | WTA Hongkong     | hardcourt     | Angelique Kerber            | 3-6, 7-6, 6-1 | details |
| verloren finales |            |                  |               |                             |               |         |
| 1.               | 2005-03-05 | WTA Dubai        | hardcourt     | Lindsay Davenport           | 4-6, 6-3, 4-6 | details |
| 2.               | 2005-06-12 | WTA Birmingham   | gras          | Maria Sjarapova             | 2-6, 6-4, 1-6 | details |
| 3.               | 2005-10-02 | WTA Seoel        | hardcourt     | Nicole Vaidišová            | 5-7, 3-6      | details |
| 4.               | 2006-08-13 | WTA Los Angeles  | hardcourt     | Jelena Dementjeva           | 3-6, 6-4, 4-6 | details |
| 5.               | 2007-01-12 | WTA Sydney       | hardcourt     | Kim Clijsters               | 6-4, 6-7, 4-6 | details |
| 6.               | 2007-06-23 | WTA Rosmalen     | gras          | Anna Tsjakvetadze           | 6-7, 6-3, 3-6 | details |
| 7.               | 2007-08-19 | WTA Toronto      | hardcourt     | Justine Henin               | 6-7, 5-7      | details |
| 8.               | 2007-09-23 | WTA Peking       | hardcourt     | Ágnes Szávay                | 7-6, 5-7, 2-6 | details |
| 9.               | 2008-04-05 | WTA Miami        | hardcourt     | Serena Williams             | 1-6, 7-5, 3-6 | details |
| 10.              | 2008-09-07 | US Open          | hardcourt     | Serena Williams             | 4-6, 5-7      | details |
| 11.              | 2009-10-03 | WTA Tokio        | hardcourt     | Maria Sjarapova             | 2-5, opg.     | details |
| 12.              | 2010-05-08 | WTA Rome         | gravel        | María José Martínez Sánchez | 6-7, 5-7      | details |
| 13.              | 2011-03-06 | WTA Monterrey    | hardcourt     | Anastasija Pavljoetsjenkova | 6-2, 2-6, 3-6 | details |
| 14.              | 2011-08-21 | WTA Cincinnati   | hardcourt     | Maria Sjarapova             | 6-4, 6-7, 3-6 | details |
| 15.              | 2012-06-18 | WTA Birmingham   | gras          | Melanie Oudin               | 4-6, 2-6      | details |
| 16.              | 2012-08-24 | WTA Dallas       | hardcourt     | Roberta Vinci               | 5-7, 3-6      | details |
| 17.              | 2013-04-07 | WTA Charleston   | gravel        | Serena Williams             | 6-3, 0-6, 2-6 | details |
| 18.              | 2013-10-06 | WTA Peking       | hardcourt     | Serena Williams             | 2-6, 2-6      | details |
| 19.              | 2014-04-13 | WTA Bogota       | gravel        | Caroline Garcia             | 3-6, 4-6      | details |
| 20.              | 2015-03-22 | WTA Indian Wells | hardcourt     | Simona Halep                | 6-2, 5-7, 4-6 | details |
| 21.              | 2016-09-24 | WTA Guangzhou    | hardcourt     | Lesja Tsoerenko             | 4-6, 6-3, 4-6 | details |

### WTA-finaleplaatsen dubbelspel
| nr.                                 | finale     | toernooi       | ondergrond    | partner                     | tegenstandsters                   | score            |         |
| ----------------------------------- | ---------- | -------------- | ------------- | --------------------------- | --------------------------------- | ---------------- | ------- |
| gewonnen finales vrouwendubbelspel  |            |                |               |                             |                                   |                  |         |
| 1.                                  | 2006-06-18 | WTA Birmingham | gras          | Li Na                       | Jill Craybas Liezel Huber         | 6-2, 6-4         | details |
| 2.                                  | 2013-08-11 | WTA Toronto    | hardcourt     | Katarina Srebotnik          | Anna-Lena Grönefeld Květa Peschke | 5-7, 6-2, [10-6] | details |
| verloren finales vrouwendubbelspel  |            |                |               |                             |                                   |                  |         |
| 1.                                  | 2015-06-14 | WTA Rosmalen   | gras          | Anastasija Pavljoetsjenkova | Asia Muhammad Laura Siegemund     | 3-6, 5-7         | details |
| 2.                                  | 2015-07-26 | WTA Istanbul   | hardcourt     | Çağla Büyükakçay            | Darja Gavrilova Elina Svitolina   | 7-5, 1-6, [4-10] | details |
| 3.                                  | 2017-06-25 | WTA Mallorca   | gras          | Anastasija Sevastova        | Chan Yung-jan Martina Hingis      | forfait          | details |
| gewonnen finales gemengd dubbelspel |            |                |               |                             |                                   |                  |         |
| 1.                                  | 2007-07-08 | Wimbledon      | gras          | Jamie Murray                | Alicia Molik Jonas Björkman       | 6-4, 3-6, 6-1    | details |
| verloren finales gemengd dubbelspel |            |                |               |                             |                                   |                  |         |
| 1.                                  | 2008-01-04 | Hopman Cup     | hardcourt (i) | Novak Đoković               | Serena Williams Mardy Fish        | 1–2              | details |

### Gewonnen ITF-toernooien enkelspel
| nr. | finale     | toernooi | ondergrond | tegenstandster in finale | score    |
| --- | ---------- | -------- | ---------- | ------------------------ | -------- |
| 1.  | 2003-10-19 | Dubai    | hardcourt  | Henrieta Nagyová         | 6-2, 7-5 |

## Resultaten grote toernooien
| Legenda | Legenda                          |
| ------- | -------------------------------- |
| g.t.    | geen toernooi gehouden           |
| l.c.    | lagere categorie                 |
| –       | niet deelgenomen                 |
| G       | uitgeschakeld in de groepsfase   |
| 1R      | uitgeschakeld in de eerste ronde |
| 2R      | uitgeschakeld in de tweede ronde |
| 3R      | uitgeschakeld in de derde ronde  |
| 4R      | uitgeschakeld in de vierde ronde |
| KF      | uitgeschakeld in de kwartfinale  |
| HF      | uitgeschakeld in de halve finale |
| F       | de finale verloren               |
| W       | het toernooi gewonnen            |
| w-v     | winst/verlies-balans             |

### Enkelspel
| toernooi                     | 2001 | 2002 | 2003 | 2004 | 2005 | 2006 | 2007 | 2008 | 2009 | 2010 | 2011 | 2012 | 2013 | 2014 | 2015 | 2016 | 2017 | w-v    |
| ---------------------------- | ---- | ---- | ---- | ---- | ---- | ---- | ---- | ---- | ---- | ---- | ---- | ---- | ---- | ---- | ---- | ---- | ---- | ------ |
| Grandslamtoernooien          |      |      |      |      |      |      |      |      |      |      |      |      |      |      |      |      |      |        |
| Australian Open              | –    | –    | 2R   | 2R   | 2R   | 2R   | 4R   | HF   | 4R   | 3R   | 2R   | 4R   | 3R   | 4R   | 1R   | 2R   | 3R   | 29-15  |
| Roland Garros                | –    | –    | –    | 1R   | 1R   | 3R   | HF   | HF   | 4R   | HF   | 4R   | 2R   | KF   | 4R   | 1R   | 1R   | 1R   | 31-14  |
| Wimbledon                    | –    | –    | –    | 1R   | 3R   | 4R   | 4R   | 4R   | 3R   | 4R   | 1R   | 1R   | 2R   | 1R   | 4R   | 2R   | 1R   | 21-14  |
| US Open                      | –    | –    | –    | 2R   | 3R   | HF   | KF   | F    | 2R   | 3R   | 3R   | 3R   | 4R   | 4R   | 1R   | 2R   | 1R   | 32-13  |
| winst-verlies                | 0-0  | 0-0  | 1-1  | 2-4  | 5-4  | 11-4 | 15-4 | 19-4 | 9-4  | 12-4 | 6-4  | 6-4  | 10-4 | 9-4  | 3-4  | 3-4  | 2-3  | 113-56 |
| WTA Tour Championships       |      |      |      |      |      |      |      |      |      |      |      |      |      |      |      |      |      |        |
| WTA Championships            | –    | –    | –    | –    | –    | –    | 1R   | HF   | HF   | 1R   | –    | –    | HF   | –    | –    | –    |      | 5-13   |
| Premier Mandatory            |      |      |      |      |      |      |      |      |      |      |      |      |      |      |      |      |      |        |
| Indian Wells                 | 2R   | –    | 1R   | 1R   | 2R   | 2R   | 4R   | HF   | 2R   | W    | 4R   | 2R   | 2R   | KF   | F    | 4R   | 2R   | 26-15  |
| Miami                        | –    | –    | 1R   | 3R   | 2R   | 2R   | 3R   | F    | 2R   | 4R   | KF   | 2R   | HF   | 2R   | 2R   | 2R   | 1R   | 17-15  |
| Madrid                       | g.t. | g.t. | g.t. | g.t. | g.t. | g.t. | g.t. | g.t. | KF   | KF   | 2R   | 1R   | 1R   | 2R   | –    | 1R   | 1R   | 7-8    |
| Peking                       | g.t. | g.t. | g.t. | l.c. | l.c. | l.c. | l.c. | l.c. | 2R   | 2R   | 1R   | 3R   | F    | 1R   | 1R   | 1R   |      | 8-8    |
| Premier Five                 |      |      |      |      |      |      |      |      |      |      |      |      |      |      |      |      |      |        |
| Dubai                        | l.c. | l.c. | l.c. | l.c. | l.c. | l.c. | l.c. | l.c. | 3R   | 3R   | HF   | l.c. | l.c. | l.c. | 2R   | l.c. | 1R   | 6-5    |
| Doha                         | l.c. | l.c. | l.c. | l.c. | l.c. | l.c. | l.c. | KF   | g.t. | g.t. | l.c. | 2R   | 1R   | HF   | l.c. | 2R   | l.c. | 6-5    |
| Rome                         | –    | –    | 1R   | –    | 2R   | KF   | W    | W    | KF   | F    | KF   | 1R   | KF   | HF   | 3R   | 1R   | 2R   | 30-12  |
| Cincinnati                   | g.t. | g.t. | g.t. | l.c. | l.c. | l.c. | l.c. | l.c. | W    | 3R   | F    | 1R   | HF   | KF   | HF   | –    | –    | 20-6   |
| Montréal/Toronto             | –    | –    | –    | 2R   | 1R   | 3R   | F    | KF   | KF   | 2R   | 1R   | 2R   | 3R   | 3R   | 2R   | –    | –    | 15-11  |
| Tokio                        | –    | –    | –    | –    | 1R   | 1R   | KF   | KF   | F    | 3R   | 3R   | 2R   | 3R   | l.c. | l.c. | l.c. | l.c. | 10-9   |
| Wuhan                        | g.t. | g.t. | g.t. | g.t. | g.t. | g.t. | g.t. | g.t. | g.t. | g.t. | g.t. | g.t. | g.t. | 2R   | 2R   | 3R   |      | 4-3    |
| Voormalige Tier I-toernooien |      |      |      |      |      |      |      |      |      |      |      |      |      |      |      |      |      |        |
| Charleston                   | –    | –    | –    | 2R   | 1R   | 1R   | W    | KF   | l.c. | l.c. | l.c. | l.c. | l.c. | l.c. | l.c. | l.c. | l.c. | 8-4    |
| Moskou                       | –    | –    | –    | –    | 1R   | –    | –    | W    | l.c. | l.c. | l.c. | l.c. | l.c. | l.c. | l.c. | l.c. | l.c. | 4-1    |
| Berlijn                      | –    | –    | –    | –    | HF   | 1R   | KF   | KF   | g.t. | g.t. | g.t. | g.t. | g.t. | g.t. | g.t. | g.t. | g.t. | 8-4    |
| San Diego/Carlsbad           | l.c. | l.c. | l.c. | 2R   | 3R   | 3R   | 3R   | g.t. | g.t. | l.c. | l.c. | l.c. | l.c. | g.t. | l.c. | l.c. | g.t. | 6-4    |
| Zürich                       | –    | –    | –    | –    | 2R   | 2R   | 2R   | l.c. | g.t. | g.t. | g.t. | g.t. | g.t. | g.t. | g.t. | g.t. | g.t. | 2-3    |
| Olympische Spelen            |      |      |      |      |      |      |      |      |      |      |      |      |      |      |      |      |      |        |
| Olympische Spelen            | g.t. | g.t. | g.t. | 1R   | g.t. | g.t. | g.t. | KF   | g.t. | g.t. | g.t. | 1R   | g.t. | g.t. | g.t. | –    | g.t. | 3-3    |
| Statistieken                 |      |      |      |      |      |      |      |      |      |      |      |      |      |      |      |      |      |        |
| titels per jaar              | 0    | 0    | 0    | 1    | 0    | 0    | 4    | 4    | 2    | 1    | 0    | 0    | 1    | 0    | 3    | 0    | 0    | 16     |
| eindejaarsranking            | 361  | 194  | 85   | 28   | 22   | 12   | 3    | 1    | 8    | 8    | 14   | 22   | 8    | 16   | 21   | 55   |      | –      |

### Vrouwendubbelspel
| toernooi            | 2005 | 2006 | 2007 | 2008 | 2009 | 2010 | 2011 | 2012 | 2013 | 2014 | 2015 | 2016 | 2017 | w-v    |
| ------------------- | ---- | ---- | ---- | ---- | ---- | ---- | ---- | ---- | ---- | ---- | ---- | ---- | ---- | ------ |
| Grandslamtoernooien |      |      |      |      |      |      |      |      |      |      |      |      |      |        |
| Australian Open     | 2R   | 1R   | 1R   | 3R   | –    | 2R   | –    | –    | 3R   | 2R   | 1R   | 1R   | 1R   | 7-10   |
| Roland Garros       | 1R   | 1R   | 2R   | –    | –    | –    | 2R   | –    | 3R   | 3R   | –    | –    | 1R   | 6-7    |
| Wimbledon           | 1R   | 2R   | –    | –    | –    | 3R   | 1R   | 1R   | KF   | 1R   | 1R   | 3R   | 1R   | 8-9    |
| US Open             | 2R   | 3R   | 1R   | –    | –    | 1R   | 2R   | 1R   | 3R   | 3R   | 3R   | 1R   | 2R   | 11-11  |
| winst-verlies       | 2-4  | 3-4  | 1-3  | 2-1  | 0-0  | 3-2  | 2-3  | 0-2  | 9-4  | 5-4  | 2-3  | 2-3  | 1-4  | 32-37  |
| Statistieken        |      |      |      |      |      |      |      |      |      |      |      |      |      |        |
| titels per jaar     | 0    | 1    | 0    | 0    | 0    | 0    | 0    | 0    | 1    | 0    | 0    | 0    | 0    | 2      |
| eindejaarsranking   | 139  | 43   | 107  | –    | –    | 102  | 137  | 304  | 20   | 47   | 63   | 127  |      | n.v.t. |

### Gemengd dubbelspel
| Grandslamtoernooien |     |     |     |     |     |     |     |     |      |
| Australian Open     | –   | –   | 1R  | 2R  | –   | 2R  | –   | –   | 2-3  |
| Roland Garros       | –   | 1R  | –   | –   | –   | –   | 2R  | 2R  | 2-3  |
| Wimbledon           | 1R  | 2R  | –   | W   | –   | –   | –   | –   | 7-1  |
| US Open             | –   | 1R  | –   | –   | 1R  | –   | –   | –   | 0-2  |
| winst-verlies       | 0-1 | 1-2 | 0-1 | 7-1 | 0-1 | 1-1 | 1-1 | 1-1 | 11-9 |
| Statistieken        |     |     |     |     |     |     |     |     |      |
| titels per jaar     | 0   | 0   | 0   | 1   | 0   | 0   | 0   | 0   | 1    |